# Altar de la Victoria

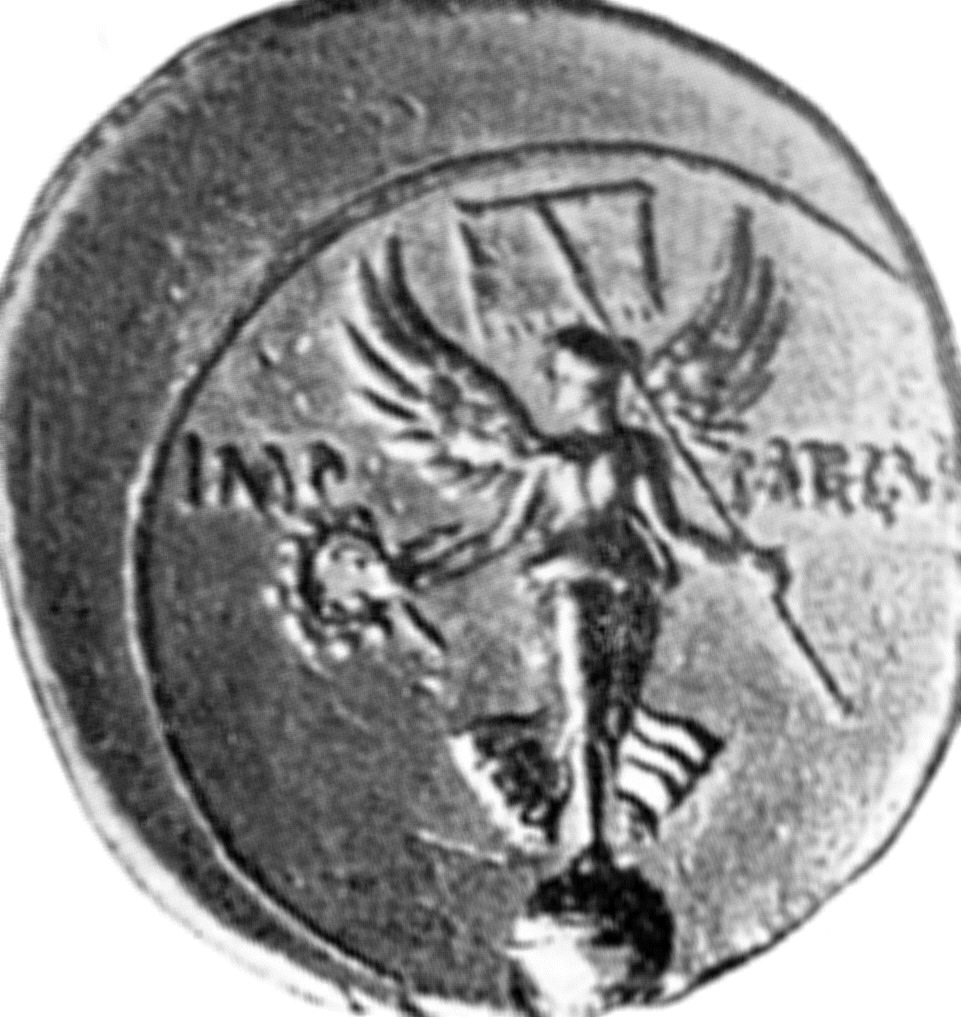
La estatua de Victoria en una moneda emitida bajo Augusto, que coincide con la descripción de Prudencio.

El Altar de la Victoria fue instalado en la casa romana del senado (la curia) que llevaba una estatua de oro de la diosa Victoria. 

## Historia
El altar fue establecido por César Augusto en el año 29 a. C. para celebrar la derrota de Marco Antonio y Cleopatra en Actium. La estatua representaba a una mujer con alas, sosteniendo una palma y descendiendo para otorgar una corona laurel al victorioso. La estatua fue capturada por los romanos en 272 a. C. al rey Pirro de Epiro.
El emperador cristiano Graciano el Joven la quitó en 382. Después de la muerte de Graciano, Quinto Aurelio Simmaco, prefecto de Roma y pagano, escribió al nuevo emperador, Valentiniano II, en 384 solicitando la reinstalación del altar. Su petición fue satisfecha con una gran resistencia de Ambrosio, obispo de Milán, quien llevó a cabo una gran presión sobre el joven emperador, en parte debido a la residencia de la corte imperial en Milán. El altar fue restaurado por el usurpador Eugenio, durante su breve reinado (392–394).
Otras peticiones para restaurar la estatua fueron rechazadas en 391 por un decreto del emperador cristiano Teodosio I el Grande como parte de su política de supresión de las viejas religiones paganas. Sin embargo, durante la visita del Emperador Honorio a Roma en 404, el altar había vuelto a ser restaurado.
La estatua de la Victoria es una estatua que se hallaba presente en el Senado Romano, es de origen pagano y fuente de continuas disputas en la antigüedad tardía en el Imperio romano, donde las luchas de poder entre senadores paganos y senadores cristianos hacían retirar la estatua y volverla a traer al senado una y otra vez como símbolo de la dominación del cristianismo sobre el paganismo y viceversa. Dicha disputa duró más de un siglo y, aunque incruenta, llegó a llamarse la guerra de las estatuas, ya que se supone que la sustitución de estatuas paganas provocaba gran agitación entre partidarios y detractores de las mismas.